# Cadeia Comarcã de Estremoz
A antiga Cadeia Comarcã de Estremoz, ou apenas Cadeia de Estremoz, é um monumento do século XVI que sofreu uma série de vultosas reformas que lhe alteraram a traça inicial, nos séculos XIX e XX.
O edifício foi levantado no centro cívico quinhentista de Estremoz (ao lado dos paços do concelho medievais, da Igreja Matriz, dos paços reais e da casa do alcaide), numa das zonas de implantação do cemitério medieval de Santa Maria. Cabeceiras de sepultura (estelas) medievais, que estavam a servir de material de enchimento das paredes de alvenaria, foram mesmo encontradas no decurso das obras de adaptação da cadeia a restaurante (2005).
Hoje levanta-se a hipótese de este edifício ter sido erguido para servir também de Paços do Concelho, os quais, como sabemos, tinham quase sempre uma cadeia no piso térreo. As casas ocupadas pela câmara municipal ficariam sempre no piso superior. Reforçando talvez esta hipótese, nas já referidas obras de adaptação, foram encontrados vestígios de frescos no piso superior e até numa entrada que dá acesso ao piso baixo. Decerto que o embelezamento da cadeia da comarca não seria uma preocupação da câmara. No entanto, sabemos que a câmara de Estremoz já estaria na baixa da cidade (o novo centro cívico do burgo) no século XVII, pelo que nessa época deve ter ocorrido a expansão da cadeia comarcã com a adaptação dos antigos espaços camarários a prisão e, provavelmente, a habitação do carcereiro.
Sabemos igualmente que na segunda metade do século XVIII a cadeia estaria inutilizada e que a câmara procedeu a uma série de obras para a reabilitar, mas talvez só no início do século seguinte. Em finais desta centúria, com a autarquia sob a presidência de Deville, ocorreram mais uma série de obras de recuperação.
No século XX, quando se pensou em trazer para a antiga armaria real uma pousada, o imóvel onde ainda funcionava a cadeia foi fechado e os seus presos transferidos. Ainda neste século, aqui teve um atelier o artista plástico Rogério Ribeiro, o qual foi depois encerrado para dar lugar a uma ludoteca municipal.
O imóvel é de planta quadrada, com dois pisos — piso térreo para presos homens e piso superior para habitação do carcereiro e para mulheres que estivessem presas —, e cunhais marmóreos que lhe dão uma robustez própria de espaço destinado a prisão.
De destacar a escadaria quinhentista em mármore (que daria acesso, possivelmente, aos paços do concelho) bem como as janelas da mesma época. As janelas do segundo piso possuem uma decoração no lintel, claramente da época de D. Manuel I (r. 1495–1521) ou D. João III (r. 1521–1557), e fortes grades, especialmente as mais vulneráveis, ou seja, as do piso térreo. Apenas uma das grandes janelas não tem gradeamento: a que possui um lintel que é uma imitação do manuelino realizada no século XX, a qual terá sido foi feita para embelezar o imóvel. Esta janela está no espaço do piso superior, que servia de habitação ao carcereiro.
No interior, é de referir, ainda, a existência de algumas mísulas quinhentistas que suportavam abóbadas simples de tijoleira e alvenaria.
Para o serviço litúrgico da cadeia havia uma capelinha defronte desta, a qual era do orago de Nossa Senhora do Bom Sucesso. Esta capela foi mandada construir em 1640 por Luís Oliveira, um nobre português residente na corte em Madrid, o qual custeou todas as despesas da obra. Este templo tem dois pisos sem qualquer interesse artístico. A missa era celebrada no varandim do piso superior para que os presos (homens e mulheres) pudessem assistir à cerimónia. Sabe-se que a capela foi mantida pela Misericórdia de Estremoz durante vários séculos.
Aqui chegou a residir um capelão até data incerta da segunda metade do século XX.
As alfaias religiosas estão hoje na Igreja de Santa Maria (Matriz de Estremoz).